# Gmina Pawonków
Gmina Pawonków je vesnická obec v okrese Lubliniec ve Slezském vojvodství. V letech 1975–1998 byla začleněna pod správu Čenstochovského vojvodství. Po roce 1999 patří pod Slezské vojvodství.

## Povrch
Podle statistických údajů z roku 2002 gmina Pawonków má rozlohu 118,94 km2: z toho
- zemědělská půda: 47 %
- lesy a lesní porost: 45 %

Obec zaujímá 14,44 % povrchu okresu Lubliniec.

## Počet obyvatel
Údaje jsou z roku 2004, 2008 a 2011
|                               | celkem | celkem | ženy | ženy | muži | muži |
| rok                           | osob   | %      | osob | %    | osob | %    |
| ----------------------------- | ------ | ------ | ---- | ---- | ---- | ---- |
| 2004                          | 6483   | 100    | 3271 | 50,5 | 3212 | 49,5 |
| hustota počet obyvatel na km2 | 54,6   | 54,6   | 27,5 | 27,5 | 27,1 | 27,1 |
| 2008                          | 6423   | 100    | 3256 | 50,7 | 3168 | 49,3 |
| 2011                          | 6559   | 100    | 3304 | 50,4 | 3255 | 49,6 |
| 2013                          | 6563   | 100    | 3318 | 50,6 | 3245 | 49,4 |
| 2015                          | 6624   | 100    | 3337 | 50,4 | 3287 | 49,6 |

## Starostenské obce
Draliny, Gwoździany, Koszwice, Kośmidry, Lisowice, Lipie Śląskie, Łagiewniki Małe, Łagiewniki Wielkie, Pawonków, Skrzydłowice, Solarnia.

## Sousední gminy
Ciasna, Dobrodzień, Kochanowice, Krupski Młyn, Lubliniec, Zawadzkie